# Topál Judit
Topál Judit (Monor, 1943. október 31. – ) magyar régész, történész, római korral foglalkozó régészeti monográfiák és publikációk szerzője, a Budapesti Történeti Múzeum tudományos munkatársa.

## Élete
Monoron született 1943. október 31-én. 1962-ben érettségizett a budapesti Teleki Blanka Gimnáziumban. 1963–1968-ban az Eötvös Loránd Tudományegyetem régészet-történelem szakán, kiegészítő szakként indológiát és szanszkrit nyelvet tanult. A római kori régészet specialistája, szakdolgozatát Mócsy András professzorhoz írta Halottkultusz Pannoniában. A pannoniai római sírkövek szimbolikája címmel. Az egyetemet kitüntetéses oklevéllel fejezte be.
1968–1978 között a ceglédi Kossuth Múzeum régésze és gyüjteménykezelője, 1974–1975-ben megbízott igazgatója. 1971-ben angol nyelvből államvizsgát tett. 1975–1976-ban numizmatikai  tanulmányokat végzett. Egyetemi doktori disszertációját 1978-ban védte meg. 1978–2002 (nyugdíjazásáig) a Budapesti Történeti Múzeum Római Gyűjteményének kurátora és régésze. Munkássága elsősorban Pannonia provincia római régészetéhez kötődik, nevéhez fűződik Matrica (Százhalombatta) és Szentendre római kori feltárásainak fontos része, valamint Aquincum katonavárosi temetőjének (Óbuda, Bécsi út) 1971–1997 közötti helyszíni feltárása és publikációja. 1969 és 1978 között munkatársként részt vett a Magyarország Régészeti Topográfia terepbejárási munkáiban, majd a 7/XIII/1 kötet publikációjában (Torma István irányításával).    
Munkatársként 1963-ban részt vett B, Thomas Edit Százhalombatta-Matrica, római menettábor ásatásán, 1964-ben Méri Istvánnal dolgozott a feldebrői Szent Márton-templom feltárásán, 1965–66: Csongrád-Felgyőn László Gyula professzorral, 1966-ban Tisza II-Poroszlón, bronzkori és avar temető feltárásán Garam Évával és Kovács Tiborral dolgozott. 1967–1971 között rendszeres meghívást kapott Intercisa (Dunaújváros) régészeti feltárásaira,  B.Vágó Eszter és Bóna István munkatársaként. 1971-ben Lincoln/Lindum (UK) római városfalát Christina Coylerrel kutatta. 
Saját ásatási munkái közül megemlítendő a cegléd-madarászhalmi Árpád-kori templom és temető (1968–69), Dunafüred-Matrica/Százhalombatta római temetőjének és a kőtábor fürdőépületének feltárása. Utóbbi műemlékileg helyreállítva (Hajnóczi Gyula és Istvánfi Gyula). A szentendrei Szabadtéri Néprajzi Múzeum területén fekvő római villa rustica ásatási munkáit 1972–1976 között irányította, majd 1981–1988 között a műemléki helyreállítást (Hajnóczy Gy.-Szalai András) megelőző feltárást vezette. 1978 és 1997 között elsősorban Aquincum canabae nyugati temetőjének ásatásaival és publikációjával foglalkozott.  
A Magyar Régészeti és Művészettörténeti Társulat (1976–1998)  és a Rei Cretariae Romanae Favtores (1976–1998) tagja.

## Díjak
- miniszteri dicséret (1973)
- szocialista kultúráért érem (1974 és 1985).

## Művei

### Monográfiák
- The Southern Cemetery of Matrica (Százhalombatta-Dunafüred). Fontes Archaologici Hungariae 105. Akadémiai Kiadó, Budapest 1981.
- Roman Cemeteries of Aquincum, Pannonia. The Western Cemetery. Bécsi Road I. Aquincum Nostrum 1. Budapest 1993.
- Roman Cemeteries of Aquincum, Pannonia. The Western cemetery. Bécsi Road II.  Aquincum Nostrum 2.Budapest 2003.
- Magyarország Régészeti Topográfiája 7. Pest megye régészeti topográfiája. XIII/1. A budai és szentendrei járás. Akadémiai kiadó Budapest 1986 (társszerző).

### Fontosabb tanulmányok
- Árpád-kori templom és temető Cegléd-Madarászhalmon. Studia Comitatensia 1. 1972
- Bronzkori ékszerlelet Ócsáról. Archaelogiai Értesítő 100, 1973.
- Szentendre római kori temetője (társszerző Maróti Éva). Studia Comitatensia 9. 1980
- Feliratos boroskészlet a szentendrei római villából. Archaeologiai Értesítő 111, 1984.
- A Pottery Vessel without Parallel from the Western Cemetery of Aquincum, Pannonia. Rei Cretariae Romanae Favtores Conference Pleven 1988.
- Der Import der sogenannten Moselweinkeramik in Pannonien. Rei Cretariae Romanae Fautores Acta 27-28, 1990
- Die römische Villa von Szentendre. Balácai Közlemények 3. 1994
- Glasierte Kasserollengriffe von Pannonien. RCRF Acta 34, 1995
- Ethnic Components in the Cemeteries along the Limes of Pannonia Inferior. Roman Frontier Studies 1995, Oxbow Monograph 91, Oxford 1997
- Field Musicians in the Pannonian Army. Internationales Symposium „Orgel der klassichen Antike-die Aquincum Orgel. Ed. H.H.Eggebrecht, Kleinblitterdorf, 1997
- Ewige Finsternis? In: Out of Rome, Aquincum/Augusta Raurica. Das Leben in zwei römischen Provinzstädten. (társszerző Beat Rütti), Basel-Budapest, 1997
- The Connection between Funerary Rites and Ethnic Groups in the Cemeteries of North-Eastern Pannonia. In: Burial, Society and Context in the Roman World, Oxbow Books, Oxford, 2000
- Frühchristliche Grabkapellen und Bestattungen. In: Frühchristliche Denkmäler in Aquincum. (Társszerzők Madarassy O. és Zsidi P.) Budapest, 2000
- Mithras Denkmäler von Auincum. Archaeologia Poetoviensis  2. Ptuj, 2001
- Early Christian Graves in the Western Cemetery of the Military Town in Aquincum. In: Zalai Múzeum 11, 2002
- Musikalische Denkmaler in der Römischen Sammlung von Aquincum(Budapest). In: Studia Musicologia Academiae Scientiarum Hungaricae 42, Budapest 2002
- Die Gräberfelder von Aquincum. In: Forschungen in Aquincum 1969-2002. Ed. P. Zsidi. Budapest, 2003
- Ägyptische und orientalische Götter und Kulte. In: Forschungen in Aquincum 1969-2002. Ed. P. Zsidi. Budapest, 2003
- Changes in Funerary Practice in the Western Cemeteries of Aquincum, Pannonia. In: Körpergräber des 1.-3. Jahrhunderts in der Römischen Welt. Ed. A. Faber, P. Fasold, M. Struck, M. Witteyer. Frankfurt am Main, 2007
- https://elte.academia.edu/JuditTop%C3%A1l